# 上原瑞穂
上原 瑞穂（うえはら みずほ、1991年9月12日 - ）は、日本のAV女優。埼玉県出身。

## 略歴・人物
趣味はネイル。
2011年9月、プレステージの専属女優としてAVデビュー。ロータスグループ所属。同年、ロータスの東京枠でブログ更新回数が1位になった。
アダルトビデオ30周年記念企画(AV30)として2012年1月5日から2月29日まで行われた人気投票で32位に選ばれた。
2012年3月以降リリースは止まっていたが、2014年12月に復帰。復帰後はクラップに所属。
2019年10月に、香港の媒体『東方日報』の「惜しまれて引退したAV女優五傑」（AV研究所調べ）に選出された。

## 作品

### アダルトDVD
※メーカーは全て「プレステージ」、VOD版もこちらにまとめる。
2011年
- 一泊二日、美少女完全予約制。 9（9月22日） - VOD版に特典映像付き
- 素人個人撮影、投稿。19（9月30日） - VOD限定、「高木」名義[1]
- 続・素人娘、お貸しします。 VOL.33（10月20日） - VOD版に特典映像付き
- 従順ペット候補生 #011（11月1日） - VOD版に特典映像付き
- おかげさまで10周年!! プレステージ専属女優、お貸しします。（12月1日）共演:明日花キララ、川島れい、水谷心音、月城ルネ、加藤リナ、有紀かな、朱音ゆい、沙藤ユリ - VOD版に特典映像付き
- 僕を誘惑する隣の綺麗なお姉さん（12月22日） - VOD版に特典映像付き
- （素）シロウトTV PREMIUM 05（12月22日）他出演:片桐めい、菊川里菜、姫川きよは、赤西ケイ、安西アキ ほか - 「素人個人撮影、投稿。19」を収録、プレステージ限定で特典映像DVD付き

2012年
- セックスと制服（1月1日）
- 恥ずかしいほど、セックスが好き。（2月10日）
- 上原瑞穂 PRESTIGE PREMIUM BEST 8時間（4月21日）※総集編、未公開映像収録

2014年
- 復活 Re:Start（12月4日） - プレステージ限定

2015年
- 復活 伝説、再び。（2月20日）
- 風俗タワー 性感フルコース 3時間SPECIAL（4月22日）
- 上原瑞穂の極上筆おろし（6月19日）
- おもてなし庵 凄技小町 上原瑞穂（7月21日）
- 人生初・トランス状態 激イキ絶頂セックス（8月21日）
- 働く痴女系お姉さん vol.02（9月19日）
- 48時間耐久連続巨根アクメ（10月22日）
- 発情誘惑インストラクター 01（11月20日）
- 俺だけの尻コス娘（12月19日）

2016年
- 天然成分由来 上原瑞穂汁120％（1月20日）
- 部活の先生は、僕達の性処理ペット。（2月19日）

### イメージDVD
- Mizuho 復活、女神の微笑（2015年7月9日）